# Dream (youtuber)
Clay (Orlando, Florida, 12 de agosto de 1999), más conocido como Dream, es un youtuber, streamer y cantante estadounidense, conocido principalmente por su contenido relacionado con el videojuego Minecraft y speedruns.
Comenzó su carrera en YouTube en 2014, haciéndose famoso entre 2019 y 2020 por sus videos de Minecraft, y es muy conocido por su serie de vídeos de YouTube Minecraft Manhunt. En mayo de 2021, sus siete canales de YouTube alcanzaron entre todos un total de más de 31.8 millones de suscriptores y más de mil millones de visitas. YouTube nombró a Dream como uno de los mejores creadores de contenido de YouTube de 2020. A finales de ese año, Dream fue acusado de hacer trampa tras una investigación realizada por el sitio web de speedruns speedrun.com.

## Vida personal
Dream nunca ha revelado mucho sobre su vida personal, pero se ha revelado que tiene TDAH, que mide 189 centímetros, que vive en Orlando y que es agnóstico.

## Carrera

### YouTube
Dream creó su cuenta de YouTube el 8 de febrero de 2014.
En un video de enero de 2020, Dream y otro YouTuber, GeorgeNotFound, conectaron una placa Arduino a un collar eléctrico, el cual emitía descargas eléctricas cada vez que un jugador sufría daño en Minecraft.
En diciembre de 2020, YouTube publicó una lista de sus videos y creadores más populares. En la lista de Estados Unidos, YouTube clasificó el video "Minecraft Speedrunner VS 3 Hunters GRAND FINALE" de Dream como el séptimo "Video de tendencia", y clasificó a Dream como el segundo creador de contenido más popular de habla inglesa. Una transmisión en vivo de Dream en YouTube en noviembre de 2020, con alrededor de 700.000 visualizaciones, fue la sexta transmisión de videojuegos más vista de todos los tiempos. Un artículo de Polygon de diciembre de 2020 afirmó que "2020 fue un gran año para Dream", y lo describió como "el canal de videojuegos más grande de YouTube en este momento".

#### Minecraft Manhunt
La serie más conocida y más vista de Dream es Minecraft Manhunt. En Minecraft Manhunt, un jugador (normalmente Dream) intenta terminar el juego lo más rápido posible sin morir, mientras que otro jugador o equipo de jugadores, que son los "Cazadores", intentan evitar que ese jugador gane el juego matándolo. Cada uno de los cazadores tiene una brújula, la cual apunta a la ubicación del jugador. Los cazadores ganan el juego si el jugador muere antes de terminar el juego.
El 26 de diciembre de 2019, Dream subió el primer vídeo de esta serie, titulado "Superando Minecraft, pero mi amigo intenta detenerme". Dream repetiría posteriormente este estilo de vídeo en muchas ocasiones, aumentando con el tiempo el número de Cazadores. Muchos de los vídeos de esta serie han recibido decenas de millones de visitas. Uno de sus vídeos de Manhunt ocupó el sexto lugar entre los vídeos más populares de YouTube de 2020.
Nicolas Pérez, escribiendo en Paste, describió a Minecraft Manhunt como "una experiencia que me deja con la boca abierta", afirmando que el formato de Minecraft Manhunt "parece asegurar que los cazadores salgan victoriosos, pero la mayoría de las veces, Dream saca suficientes ases de su manga para vencer por poco a los cazadores y, finalmente, ganar el juego".

#### Dream SMP
El servidor Dream SMP es un servidor multijugador privado de Minecraft Survival propiedad de Dream, que comenzó a operar el 25 de abril de 2020. El servidor incluye juegos de rol donde los eventos principales están programados de antemano y la mayoría de los demás elementos son improvisaciones y se realizan en vivo en YouTube y Twitch. Cecilia D'Anastasio, escribiendo en Wired, describió a Dream SMP como un "drama político maquiavélico", con más de 1 millón de personas sintonizando las transmisiones en vivo durante enero de 2021.
A lo largo de 2020, Dream fue uno de los participantes más destacados en el Campeonato de Minecraft, un evento realizado por Noxcrew. En 2020, Dream obtuvo el primer lugar en el octavo y undécimo campeonato de Minecraft. En septiembre de 2020, durante el décimo Campeonato de Minecraft, jugó con fines benéficos, y logró recaudar alrededor de 3.400 dólares.

### Acusaciones de trampas en sus speedruns de Minecraft
A principios de octubre de 2020, Dream transmitió en vivo un speedrun de Minecraft, y envió su tiempo a Speedrun.com. Se le concedió el 5º puesto por el récord.
El 11 de diciembre de 2020, después de una investigación de dos meses, el equipo de verificación de Minecraft de Speedrun.com eliminó su partida de sus tableros. El equipo publicó un video de 14 minutos en YouTube y un informe que analiza seis transmisiones en vivo archivadas de las sesiones de speedrunning, y concluyeron que el juego había sido modificado para que la posibilidad de obtener ciertos elementos necesarios para completarlo fuera mayor de lo normal. El informe encontró que las probabilidades de obtener los artículos legítimamente eran de 1 en 7,5 billones. Dream negó las acusaciones en un vídeo de YouTube, y respondió con un informe encargado por un estadístico anónimo, que afirmó era astrofísico. Dot Esports dijo que el informe no lo exculpa y "como mucho" sugiere que no es imposible que haya tenido suerte. El equipo de moderación mantuvo su decisión. En un tuit, Dream indicó que aceptaba la decisión, sin admitir culpabilidad.
En mayo de 2021, Dream admitió que tenía un mod instalado en el momento del speedrun que aumentaba la posibilidad de obtener ciertos elementos, lo que implica que, de hecho, había hecho trampa. En el texto, que ya no está disponible, Dream afirma no recordar haber tenido activo el mod durante el speedrun y que solía utilizar mods de este tipo solo mientras grababa vídeos para que no fueran demasiado largos, debido a la demora en obtener los elementos necesarios.

### Revelación de rostro
Dream hizo la revelación de su rostro el 2 de octubre de 2022, cuando su canal tenía 30 millones de suscriptores.